# دی.ام.اس. واتسون
دی. ام.اس. واتسون (انگلیسی: D. M. S. Watson; ۱۸ ژوئن ۱۸۸۶ – ۲۳ ژوئیهٔ ۱۹۷۳) دیرین‌شناس، و جانورشناس اهل بریتانیا بود.
وی همچنین برندهٔ جوایزی همچون همکار انجمن سلطنتی و مدال داروین شده‌است.